# Carlos Alexandre, Grão-Duque de Saxe-Weimar-Eisenach
Carlos Alexandre (24 de Junho de 1818 - 5 de Janeiro de 1901) foi o grão-duque de Saxe-Weimar-Eisenach de 1853 até à sua morte.

## Biografia
Nascido em Weimar, era o segundo filho de Carlos Frederico, Grão-Duque de Saxe-Weimar-Eisenach, e da sua esposa, a grã-duquesa Maria Pavlovna da Rússia. Para seu tutor, a sua mãe escolheu o intelectual suíço Frédéric Soret, que se tornou um amigo próximo de Johann Wolfgang von Goethe.
Quando era grão-duque hereditário, Carlos Alexandre desenvolveu uma amizade forte com Fanny Lewald e Hans Christian Andersen, mas esta amizade foi interrompida em 1849, quando a Alemanha declarou guerra à Dinamarca por causa da questão dos ducados de Schleswig e Holstein (a chamada Primeira Guerra Germano-Dinamarquesa). A 8 de Julho de 1853, o seu pai morreu e Carlos Alexandre tornou-se grão-duque, mas adiou a sua tomada de posse constitucional até ao dia do aniversário de Goethe, a 28 de Agosto de 1853.
Havia rumores de que o escritor e poeta dinamarquês Hans Christian Andersen sentia uma atracção por Carlos Alexandre, chegando a escreverː "amo bastante o jovem duque, é o primeiro de todos os príncipes que acho realmente atraente".
Carlos Alexandre renovou o Castelo de Wartburg, e deixou a sua marca em vários palácios de Eisenach. Era protector de Richard Wagner e Franz Liszt, deu continuidade ao período clássico de Weimar. Foi também responsável por dar uma nova aparência à zona mais antiga da cidade, tendo mandado construir o monumento dedicado a Herder e o monumento duplo dedicado a Goethe e Schiller. Em 1860, criou a Escola de Artes do Grão-Ducado de Weimar (tendo como professores Arnold Böcklin, Franz von Lenbach e o artista plástico Reinhold Begas). Como grão-duque, Carlos Alexandre era automaticamente reitor e presidente da Universidade de Jena, na qual apoiou várias colecções, principalmente o Armário de Moedas Oriental.
O Congresso de Weimar da Federação de Goethe (contra a Lex Heinze) ocorreu perto do final do seu reinado, em Novembro de 1900. Nesse congresso, o seu governo foi descrito como a Idade Prateada de Weimar.
Foi o 1.045º cavaleiro da Ordem do Tosão de Ouro em Espanha e recebeu a 71ª grã-cruz da Ordem Militar da Torre e Espada, do Valor, Lealdade e Mérito em 1854.
Morreu em Weimar em 1901, sendo sucedido pelo seu neto Guilherme Ernesto, uma vez que o seu filho, Carlos Augusto, já tinha morrido.

## Casamento e descendência
Carlos Alexandre casou-se com a sua prima direita, a princesa Sofia dos Países Baixos, no Palácio de Kneuterdijk em Haia a 8 de Outubro de 1842. As mães dos noivos eram irmãs, ambas filhas do czar Paulo I da Rússia.
Juntos, tiveram quatro filhosː
1. Carlos Augusto, Grão-Duque Hereditário de Saxe-Weimar-Eisenach (31 de Julho de 1844 - 20 de Novembro de 1894), que se casou com a princesa Paulina de Saxe-Weimar-Eisenach; com descendência.
2. Maria Alexandrina de Saxe-Weimar-Eisenach (20 de Janeiro de 1849 - 6 de Maio de 1922), casada com Henrique VII, Príncipe Reuss de Köstritz; com descendência.
3. Maria Ana de Saxe-Weimar-Eisenach (29 de Março de 1851 - 26 de Abril de 1859), morreu aos oito anos de idade.
4. Isabel Sibila de Saxe-Weimar-Eisenach (28 de Janeiro de 1854 - 10 de Julho de 1908), casada com o duque João Alberto de Mecklemburgo-Schwerin.

## Genealogia
| Carlos Alexandre, Grão-Duque de Saxe-Weimar-Eisenach | Pai: Carlos Frederico, Grão-Duque de Saxe-Weimar-Eisenach | Avô paterno: Carlos Augusto, Grão-Duque de Saxe-Weimar-Eisenach | Bisavô paterno: Ernesto Augusto II, Duque de Saxe-Weimar-Eisenach |
| Carlos Alexandre, Grão-Duque de Saxe-Weimar-Eisenach | Pai: Carlos Frederico, Grão-Duque de Saxe-Weimar-Eisenach | Avô paterno: Carlos Augusto, Grão-Duque de Saxe-Weimar-Eisenach | Bisavó paterna: Ana Amália de Brunsvique-Volfembutel              |
| Carlos Alexandre, Grão-Duque de Saxe-Weimar-Eisenach | Pai: Carlos Frederico, Grão-Duque de Saxe-Weimar-Eisenach | Avó paterna: Luísa de Hesse-Darmstadt                           | Bisavô paterno: Luís IX de Hesse-Darmstadt                        |
| Carlos Alexandre, Grão-Duque de Saxe-Weimar-Eisenach | Pai: Carlos Frederico, Grão-Duque de Saxe-Weimar-Eisenach | Avó paterna: Luísa de Hesse-Darmstadt                           | Bisavó paterna: Carolina do Palatinado-Zweibrücken                |
| Carlos Alexandre, Grão-Duque de Saxe-Weimar-Eisenach | Mãe: Maria Pavlovna da Rússia                             | Avô materno: Paulo I da Rússia                                  | Bisavô materno: Pedro III da Rússia                               |
| Carlos Alexandre, Grão-Duque de Saxe-Weimar-Eisenach | Mãe: Maria Pavlovna da Rússia                             | Avô materno: Paulo I da Rússia                                  | Bisavó materna: Catarina, a Grande                                |
| Carlos Alexandre, Grão-Duque de Saxe-Weimar-Eisenach | Mãe: Maria Pavlovna da Rússia                             | Avó materna: Maria Feodorovna (Sofia Doroteia de Württemberg)   | Bisavô materno: Frederico II Eugénio de Württemberg               |
| Carlos Alexandre, Grão-Duque de Saxe-Weimar-Eisenach | Mãe: Maria Pavlovna da Rússia                             | Avó materna: Maria Feodorovna (Sofia Doroteia de Württemberg)   | Bisavó materna: Sofia Doroteia de Brandemburgo-Schwedt            |